# سیندی نگامبا
سیندی نگامبا (زاده ۱۹۹۸) یک بوکسور بریتانیایی-کامرونی است که برای تیم پناهندگان در بازی‌های اروپایی ۲۰۲۳ شرکت کرد.

## زندگی شخصی
نگامبا در کامرون به دنیا آمد. او در سن ۱۱ سالگی به بریتانیا مهاجرت کرد. او جرم‌شناسی را در دانشگاه بولتون خواند.
در سن ۱۷ یا ۲۰ سالگی نگامبا و برادرش هنگام حضور در یک دفتر مهاجرت در بولتون بازداشت شدند و به یک بازداشتگاه در لندن منتقل شدند. هر دوی آنها روز بعد آزاد شدند. به گفته خود او، نگامبا قصد بازگشت به کامرون را ندارد، زیرا در کامرون همجنس‌گرایی غیرقانونی است.

## حرفه
نگامبا با جی‌بی بوکس کار خود را شروع کرد، اگرچه او نمی‌تواند برای تیم ملی بریتانیا رقابت کند زیرا پاسپورت بریتانیایی ندارد اما همچنان به فعالیت خود در رشته بوکس ادامه می‌دهد. او برنده مسابقات قهرمانی آماتورهای ملی بریتانیا در سه رده وزنی مختلف شده‌است و اولین زنی است که پس از ناتاشا جوناس به این شاهکار دست یافته‌است.
در سال ۲۰۲۳، نگامبا برنده یک رویداد بوکس در مجارستان شد، و در وزن زیر ۷۵ کیلوگرم برای تیم پناهندگان در بازی‌های اروپایی ۲۰۲۳ شرکت کرد. او برای تیم پناهندگان المپیک در مسابقات جهانی انتخابی بوکس المپیک ۲۰۲۴ شرکت کرد.